# Lindsay Benko
Lindsay Benko (Elkhart, Indiana, 29. studenog 1976.) je bivša američka plivačica.
Višestruka je olimpijska pobjednica u plivanju.

## Vanjske poveznice
- Profil na sports-reference.com  Arhivirana inačica izvorne stranice od 3. travnja 2011. (Wayback Machine)
- Profil na usaswimming.org  Arhivirana inačica izvorne stranice od 28. rujna 2007. (Wayback Machine)